# 31387 Lehoucq
31387 Lehoucq è un asteroide della fascia principale. Scoperto nel 1998, presenta un'orbita caratterizzata da un semiasse maggiore pari a 2,2052212 au e da un'eccentricità di 0,0497160, inclinata di 4,43138° rispetto all'eclittica.